# Andreas Klier
Andreas Klier (født 15. januar 1976 i München) er en tysk tidligere professionel landevejscykelrytter for UCI ProTour-holdet Cervélo TestTeam.

## Sejre
2003
- Gent-Wevelgem

2002
- GP Jef Scherens Leuven